# Raymond Laillet de Montullé
Pour les articles homonymes, voir Montullé.
Raymond Laillet de Montullé, né le 19 janvier 1893 à Paris et mort le 14 février 1959 à Mélicourt, est un homme politique français, sénateur de l'Eure.

## Biographie
Raymond Laillet de Montullé est conseiller général, élu du canton de Broglie de 1931 au jour de sa mort.
Il est maire de Mélicourt en 1927, et sénateur pour le département de l'Eure de 1948 à sa mort en 1959.
Il est chevalier de la Légion d'honneur.

## Détail des fonctions et des mandats
Mandat parlementaire
- 7 novembre 1948 - 19 juin 1955 : Sénateur de l'Eure